# The Muppet Valentine Special
The Muppet Valentine Special ist der erste Pilotfilm der Muppet Show, die im Fernsehen lief. Die Folge wurde 1974 für ABC produziert und am 30. Januar 1974 ausgestrahlt. Der andere Pilotfilm war The Muppet Show: Sex and Violence, der früher gedreht, aber erst ein Jahr später ausgestrahlt wurde.

## Inhalt
Thematisch dreht sich die halbstündige Show um den Valentinstag und damit um die Liebe. Thog singt zusammen mit Mia Farrow den Song Real, Live, Girl, während Kermit der Frosch Miss Mousey den Hof macht. Danach singt Mia Farrow für den von Frank Oz gespielten Rufus den Hund den Song Those Endearing Young Charms. Durch die Show führte der von Jim Henson gespielte Wally, während Kermit selbst nur eine Nebenrolle hat. Der Charakter Wally tauchte danach nicht wieder auf, Wallys Puppe wurde zu einer beliebig wandelbaren Whatnot-Puppe in der Produktion der Muppet Show.
Auch wenn das Valentine Special inhaltlich deutlich weiter als The Muppet Show: Sex and Violence von der späteren Muppet Show entfernt ist, finden sich hier Elemente, die in die Muppet Show übergingen. Beispielsweise tauchte im Valentine Special erstmals ein Gaststar – Mia Farrow – auf, der in der ganzen Sendung präsent blieb. Auch tauchte dort die wiederholte Unterbrechung einer durchgehenden Rahmenhandlung durch aufwendig inszenierte Bühnenstücke auf. Einige ältere Charaktere aus dem Valentine Special wie George, Mildred, Droop, Miss Mousey und Thog traten zwar später auch in der Muppet Show auf, bekamen dort aber schnell Hintergrundrollen oder verschwanden ganz.